# Pfarrkirche Bad Kreuzen

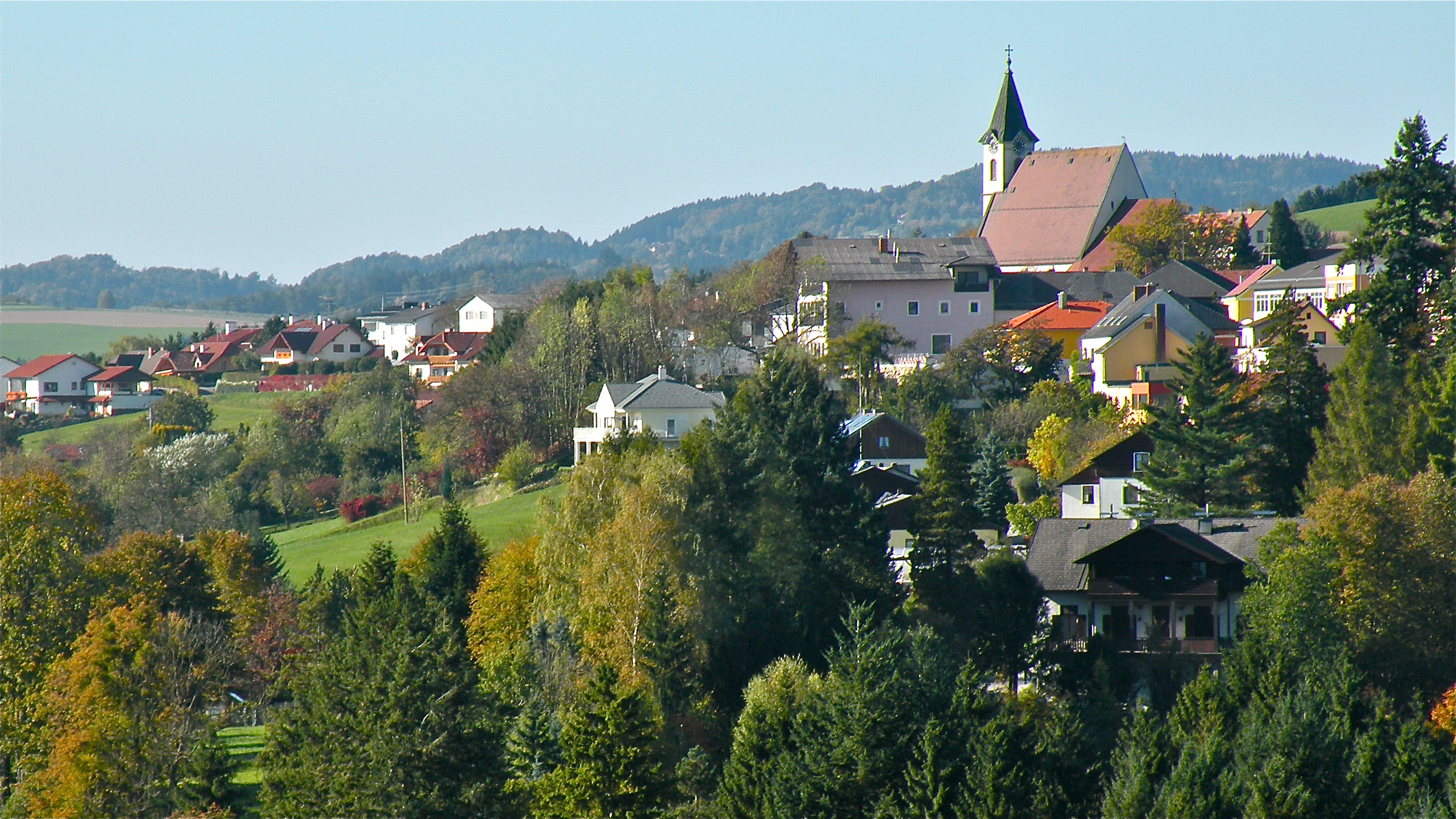
Katholische Pfarrkirche hl. Veit in Bad Kreuzen

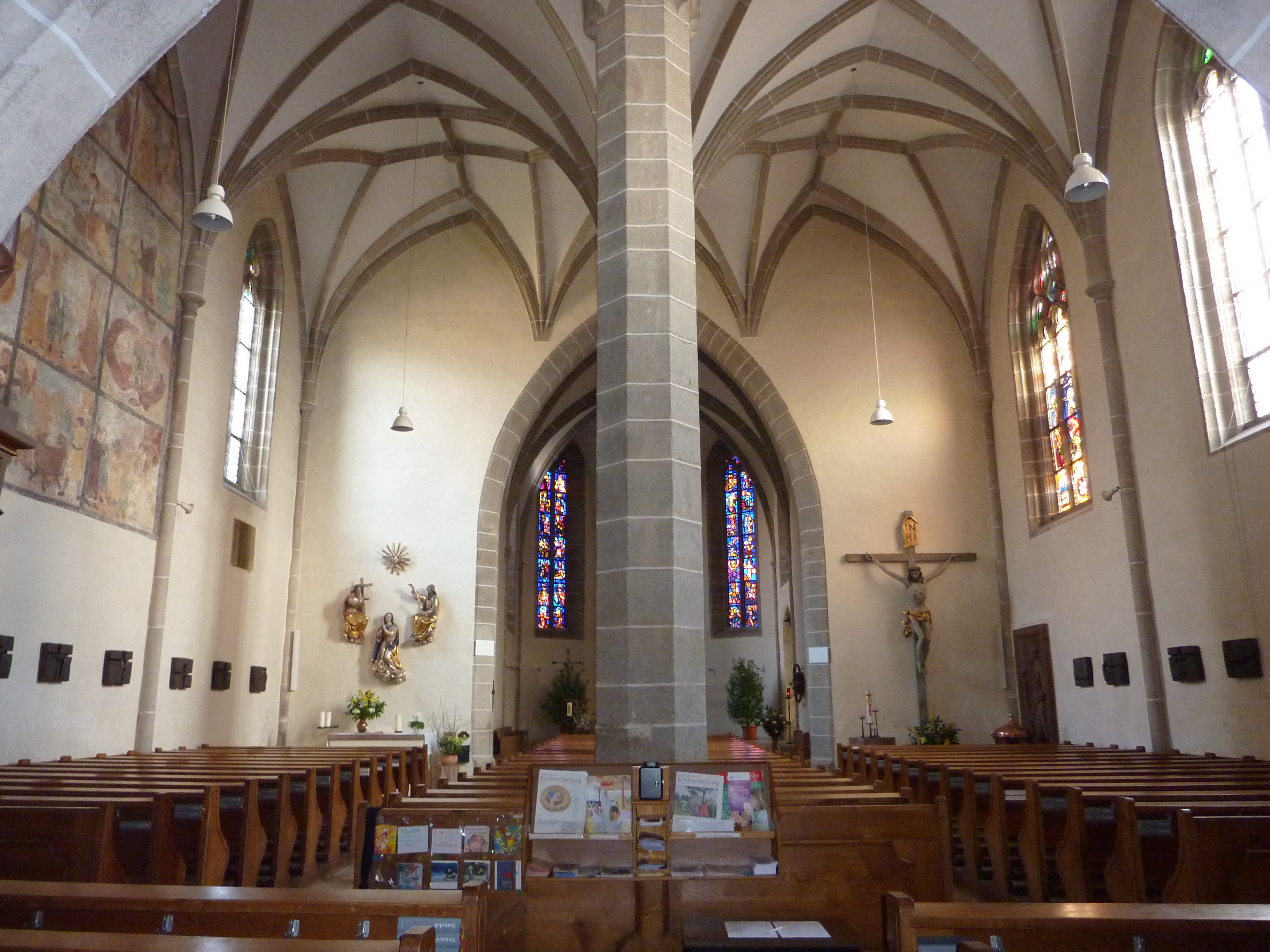
Langhaus, Blick zum Chor

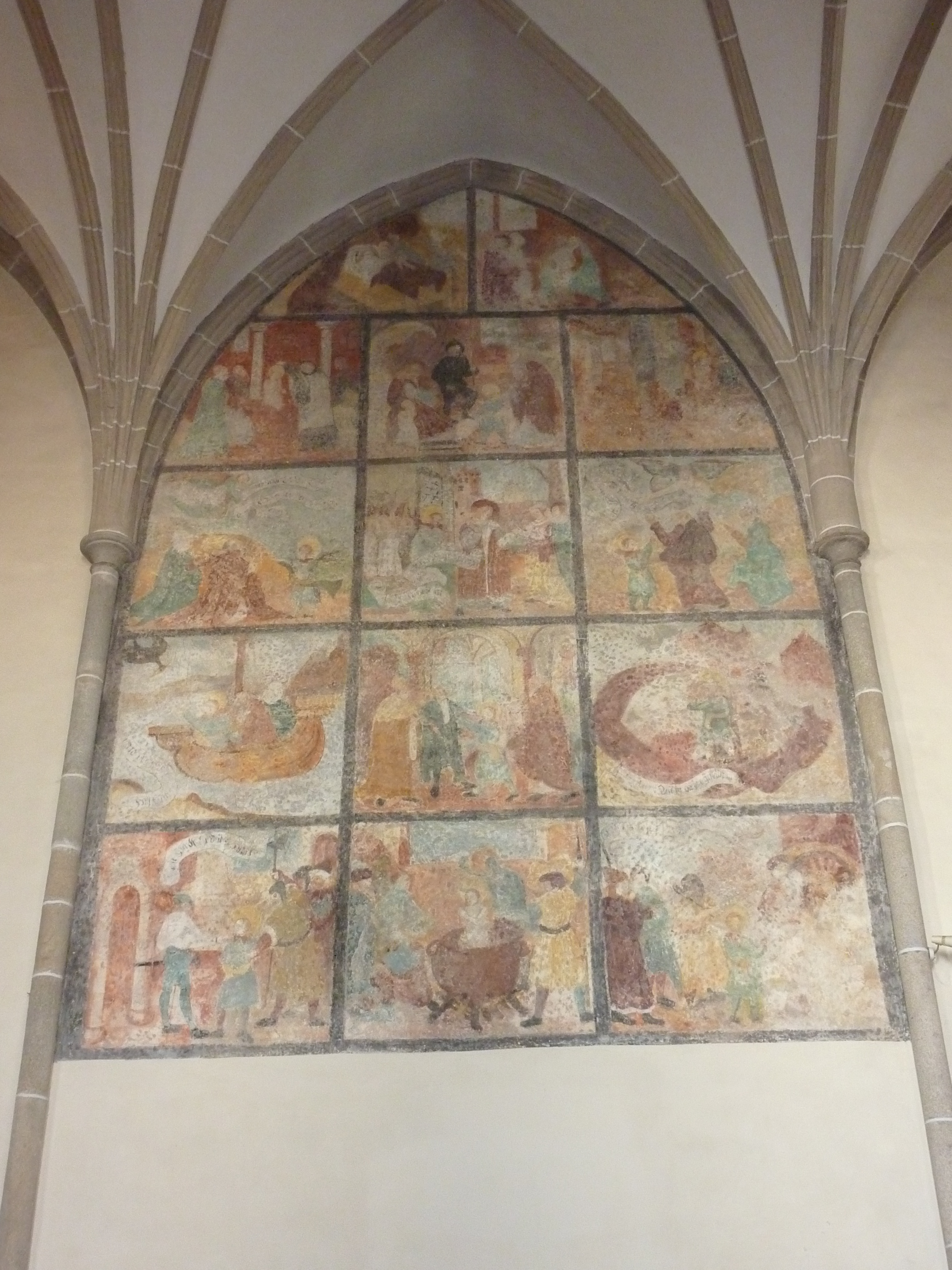
14 Szenen aus dem Leben des hl. Vitus, 16. Jahrhundert

Die römisch-katholische Pfarrkirche Bad Kreuzen steht beim Marktplatz im Zentrum des Ortes Bad Kreuzen in der Marktgemeinde Bad Kreuzen im Bezirk Perg in Oberösterreich. Die dem Patrozinium hl. Veit unterstellte Pfarrkirche gehört zum Dekanat Grein in der Diözese Linz. Die Kirche steht unter Denkmalschutz (Listeneintrag).

## Geschichte
Eine Rodungspfarre wurde für das Ende des 11. und Anfang des 12. Jahrhunderts angenommen. Urkundlich wurde die Pfarre 1147 in Beziehung zum Kloster Säbnich und ab 1162 zu Waldhausen genannt. Die Pfarre wurde 1399 dem Stift Waldhausen inkorporiert und ging 1451 mit anderen Pfarren im Tausch gegen Leobendorf in Niederösterreich an den Landesfürsten.

## Architektur
Das Kircheninnere zeigt eine vierjochige spätgotische Hallenkirche, das Westjoch mit der Empore ist dreischiffig, die weiteren drei Joche zweischiffig. Das Sternrippengewölbe ist verwandt mit der Pfarrkirche Mauthausen und der Pfarrkirche Ried in der Riedmark.

## Ausstattung
1960 wurde an der Nordwand des dritten Langhausjoches eine Wandmalerei – 14 Szenen aus dem Leben des hl. Vitus – aus dem ersten Viertel des 16. Jahrhunderts freigelegt. Die Glasfenster im Chor, mittig Maria und Vitus und seitlich Schutzheilige, schuf Margret Bilger (1958).

## Einrichtung
Die Orgel baute Josef Breinbauer (1848) und wurde von Leopold Breinbauer (1895) instand gesetzt.